# Andrew Bemkey
Andrew Bemkey (* 6. August 1974 in Libertyville, Illinois) ist ein US-amerikanischer Jazzmusiker (Piano, Bassklarinette, auch Klarinette, Gitarre, Perkussion).

## Leben und Wirken
Bemkey, der in  Fort Wayne aufwuchs, erhielt bereits als kleines Kind Klavierunterricht. Er zog mit 18 Jahren nach New York City und studierte an der New School bei Jaki Byard, Makanda Ken McIntyre und Reggie Workman. Er spielte ab Mitte der 1990er-Jahre in Bands von Reggie Workman, ferner mit eigenen Gruppen wie KinShip in Veranstaltungsorten der Lower East Side. Erste Aufnahmen entstanden 1993 mit Sonia Jacobsen (Avalanche). In den folgenden Jahren arbeitete er u. a. mit Rashied Ali, Andrew Cyrille und mit Frank Lowe, der ihn 2003 mit Billy Bang bekanntmachte. Es folgten außerdem Kooperationen mit Ori Kaplan, mit dem er auch in Europa tourte, und Roy Campbell. Daneben wirkte Bemkey an verschiedenen Theater- und Tanzprojekten mit, für die er auch komponierte. Ferner war er an kommunalen Musikprojekten an öffentlichen Schulen beteiligt. Im Bereich des Jazz war er zwischen 1993 und 2011 an neun Aufnahmesessions beteiligt.

## Diskographische Hinweise
- Ori Kaplan Percussion Ensemble: Gongol (Knitting Factory Records, 2001)
- Saco Yasuma: Another Rain (Leaf Note Productions, 2007)
- Billy Bang Featuring Frank Lowe: Above & Beyond: An Evening in Grand Rapids (Justin Time Records, 2007)
- Billy Bang: Prayer for Peace (TUM Records, 2010)
- Billy Bang: Da Bang! (TUM Records, 2013; rec. 2011 mit Dick Griffin, Hilliard Greene, Newman Taylor Baker)